# Берто, Жюльен
Жюльен Берто (фр. Julien Bertheau; 19 июня 1910, Алжир, Французский Алжир  — 28 октября 1995, Ницца) — французский актёр театра и кино, театральный режиссёр, педагог.

## Биография
Окончил Высшую национальную консерваторию драматического искусства в Париже. Был режиссёром в Театре Порт-Сен-Мартен (Théâtre de la Porte-Saint-Martin). Стажировался у Шарля Дюллена в театре «Ателье». Затем в Театре Елисейских полей. Работал с Луи Жуве.
С 1936 года выступал на сцене Комеди Франсез. Оставил Комеди Франсез в 1958 году.
Совместно с Жаном-Луи Барро и Реймоном Руло был соучредителем театральной школы (фр. École du Comédien) (1942—1944).
Работал профессором Национальной школы театрального искусства и техники и Высшей национальной консерватории драматического искусства в Париже. В числе его известных учеников — Жан Гаскон.
Снимался в кино. Сыграл в 57 кинофильмах и телесериалах. Был одним из любимых актёров Луиса Бунюэля, часто приглашавшего его для съёмок в своих кинолентах.

## Избранная фильмография
- 1935 — Пастер — ученик
- 1936 — Жизнь принадлежит нам — Рене, безработный
- 1942 — Фантастическая симфония — Виктор Гюго
- 1945 — Кармен — Лукас, матадор
- 1954 — Граф Монте-Кристо — Наполеон I
- 1958 — Сильные мира сего — отец Легандьё
- 1958 — В случае несчастья — инспектор полиции
- 1961 — Мадам Беспечность — Наполеон Бонапарт
- 1969 — Млечный Путь — Ришар, метрдотель
- 1972 — Скромное обаяние буржуазии — епископ Дюфур
- 1974 — Часовщик из Сен-Поля — Эдуард
- 1974 — Призрак свободы — первый префект полиции
- 1975 — Специальное отделение — Генеральный прокурор Виктор Дюпюи, руководитель Центральной прокуратуры
- 1979 — Сбежавшая любовь — месье Люсьен
- 1986 — Семейный совет — владелец дома